# Downsiomyia nishikawai
Downsiomyia nishikawai is een muggensoort uit de familie van de steekmuggen (Culicidae). De wetenschappelijke naam van de soort is voor het eerst geldig gepubliceerd in 1979 door Tanaka, Mizusawa & Saugstad.